# OpenSolaris
OpenSolaris byl operační systém vytvářený jako komunitní a otevřená verze Solarisu vyvíjená ovšem stále za podpory a dohledu společnosti Sun Microsystems. Vznikal od roku 2004 postupným uvolňováním zdrojových kódů různých částí Solarisu a souběžným zvětšováním jeho komunity. Po pohlcení společnosti Sun Microsystems firmou Oracle se tato v roce 2010 rozhodla dále v projektu nepokračovat a dát přednost projektu Solaris Express. Část vývojářů OpenSolarisu proto udělala fork OpenIndiana.